# Печерський гостиний двір (Київ)
Печерський гостиний двір у Києві — торгово-складський дерев'яний комплекс будівель у вигляді каре з рядами крамниць, що був збудований вздовж нинішньої вулиці Князів Острозьких на Печерську у першій половині XVIII століття.

## Історія
Знаходився на території еспланади Печерської фортеці. Тепер тут сквер перед будинком по вул. Омеляновича-Павленка, 19. Неподалік від двору була розміщена дерев'яна церква Св. Володимира(не збереглася).
Комплекс мав прямокутну форму і складався з однієї будівлі яка займала повздовжню половину периметру і дві менші, які однаково симетрично розділяли іншу частину комплексу.
Точні розміри комплексу на разі невідомі, проте, якщо порівняти пропорції Печерського гостиного двору зі Старим гостиним двором на Подолі, то можна припустити, що розміри першого були приблизно 40*55 метрів.
У 1817 році пожежа знищила дерев'яний комплекс. Очевидці стверджували, що це було увечері.
Після цього торгові лавки перенесли до Військового Микільського собору, що біля нинішньої площі Слави. Базар же був переведений на сучасне місце Печерської площі і названий Новим. В цей же рік на цій площі згорів Латинський костел, збудований у 1800 році.